# Ånge
Ånge er en by i Medelpad i Sverige og hovedby i Ånge kommun.
Ånge ligger ved elven Ljungan og Riksväg 83 og er et jernbane-knudepunkt hvor Mittbanan og Norra stambanan mødes.
Derfor fandtes her en af Posten AB's større sorteringscentraler.
I Ånge mener man at Sveriges geografiske midtpunkt ligger.

## Kendte profiler fra Ånge
- Musikgrupperne Takida
- Fodboldstræneren Lars Lagerbäck
- Ishockeyspilleren Samuel Påhlsson, har bl.a. spillet for Modo Hockey, Frölunda HC, Tre Kronor, Anaheim Mighty Ducks, Chicago Blackhawks & Columbus Blue Jackets.